# ليندا كارول براون
ليندا كارول براون (بالإنجليزية: Linda Carol Brown) هي ناشِطة أمريكية، ولدت في 20 فبراير 1942 في توبيكا في الولايات المتحدة، وتوفت بنفس المكان في 25 مارس 2018.